# Busch en Dam
Busch en Dam is een buurtschap op de grens van de gemeenten Uitgeest en Zaanstad, in de Nederlandse provincie Noord-Holland. Het ligt ten westen van Krommenie aan weerszijden van de Zuiderham. Dicht bij Busch en Dam ligt het voormalig Fort aan den Ham.
Noord-Holland: Steden en dorpen in Noord-Holland      Nederland: Provincies · Gemeenten
Dorpen en gehuchten: Assum · Limmerkoog · Uitgeest

Buurtschappen: Busch en Dam (deels) · Groot Dorregeest · Klein Dorregeest (deels)

Noord-Holland: Steden en dorpen in Noord-Holland      Nederland: Provincies · Gemeenten